# Emilio Odebrecht
Emílio Odebrecht, también conocido como Emil Odebrecht Jr. (Santa Catarina, Estado de Santa Catarina, Brasil, 18 de diciembre de 1894 - Salvador, Bahía, Brasil, 22 de agosto de 1962), fue un ingeniero y empresario brasileño y sobre todo un pionero en el uso del hormigón armado en el noreste de Brasil.

## Biografía
Emílio Odebrecht era hijo de Friedrich Heinrich Edmund Odebrecht (1864-1908) y de Dorothea Gertrud Cecilie Odebrecht. Nació en Altenburg en 1870, en el seno de una familia de emprendedores (su abuelo era Emil Odebrecht, que en 1856 emigró a Brasil en busca de nuevas oportunidades). A la edad de 20 años, se trasladó a Río de Janeiro y se reunió con su primo Emílio Henrique Baumgart, y estudió en la Escuela Politécnica. Emílio Odebrecht se casó en 1918 con Hertha Hinsch y se trasladó de Blumenau a Salvador de Bahía y fundó en 1919, junto con Isaac Gondim, la empresa constructora "Gondim & Odebrecht", con sede en Recife y oficinas en Jaraguá (Goiás) y Alagoas. Posteriormente, su hijo Norberto, fundará en 1944 un nuevo proyecto empresarial, el grupo Odebrecht.

## Trayectoria
Odebrecht trabajó en la "Companhia Construtora em Cimento Armado", la primera empresa de construcción en Brasil especializada en el uso del hormigón armado. El fundador de la compañía, Lambert Riedlinger, llegó a Brasil en 1911 para aplicar sus conocimientos sobre la construcción en hormigón armado, método ya probado en Alemania. Emílio Odebrecht se unió a la compañía y jugó un papel decisivo en el desarrollo industrial del hormigón armado en Brasil. Por eso, más tarde, Emílio Odebrecht fue llamado por los ingenieros brasileños con el sobrenombre de "padre del hormigón armado".

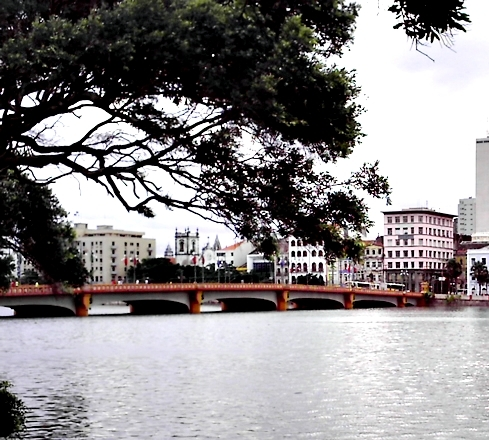
Puente Maurício de Nassau, en Recife, 2009

Emílio Odebrecht se hizo cargo de la construcción del puente Mauricio, en Nassau, con una longitud de 180 metros de largo, que se convirtió en un hito de la nueva construcción brasileña. El cálculo y diseño del puente se llevó a cabo por su primo, Emílio Baumgart. Desde entonces, a lo largo del llamado "milagro económico" que vivió Brasil tras la Primera Guerra Mundial, la empresa construyó presas, carreteras, metros o centrales nucleares por todo el país.

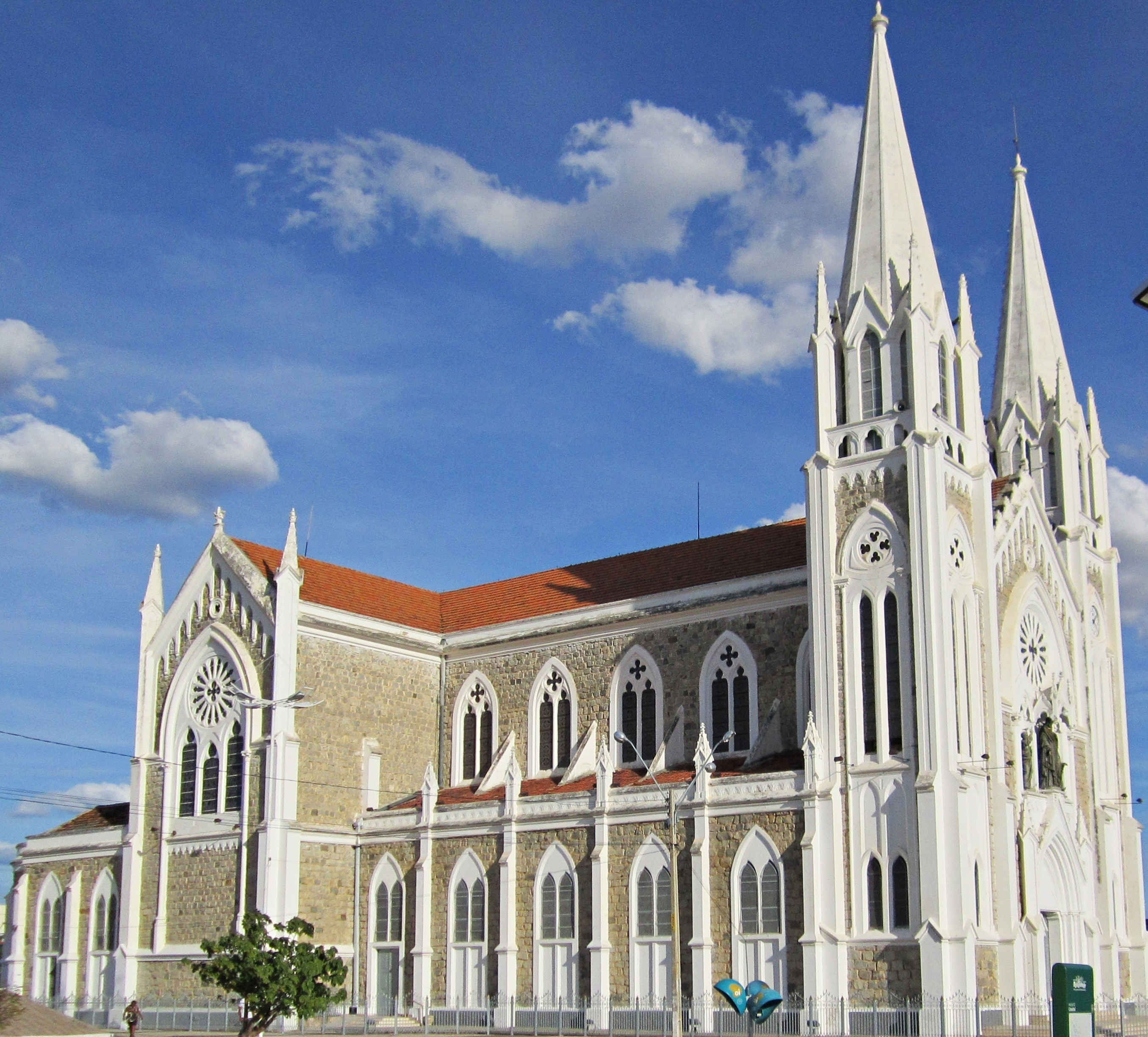
Catedral de Petrolina, 2012

En noviembre de 1923, Emílio Odebrecht salió de la compañía "Gondim & Odebrecht" y fundó la empresa "Emílio Odebrecht & Cia". Durante el mandato de Sergio Loreto como presidente de Pernambuco, Emílio Odebrecht construyó el palacio de Justicia. En 1925, la empresa tenía oficinas en Salvador, en Blumenau, João Pessoa y Maceió. En 1926, Emílio Odebrecht construyó en Itabuna, sobre el río Cachoeira, el primer puente de hormigón armado en el Estado de Bahía. En 1929 se construyó la Catedral de Petrolina, con una techumbre a dos aguas de 30 metros de longitud a través de la nave central.
Emílio Odebrecht se retiró de la empresa en la década de 1940 y regresó a Santa Catarina. Su hijo, tras pasar por la Universidad Federal de Bahía, en 1944 seguiría sus pasos. En la década de 1950, Emílio Odebrecht se trasladó de nuevo a Bahía, a petición de su hijo Norberto, para asesorar a la compañía.